# Local Hero
Local Hero è un film del 1983 scritto e diretto da Bill Forsyth.

## Trama
Impiegato di livello in una grossa azienda petrolifera con sede a Houston (Knox), MacIntyre viene scelto dal management per trattare l'acquisizione di alcuni terreni in Scozia, dove la Knox vuole impiantare un gigantesco terminal petrolifero. La scelta è caduta su di lui perché, dal suo cognome, tutti pensano sia scozzese: in realtà i suoi genitori sono fuggiti dall'Ungheria, e hanno scelto MacIntyre pensando che fosse un nome americano. “Non so nemmeno pronunciarlo, il mio cognome”, confessa ad un collega.
Prima di partire, Mac viene convocato da Happer, il gran capo, che gli spiega come l'azienda sia stata fondata da uno scozzese, Knox appunto, e poi acquistata da suo padre; quindi, rivolgendogli la frase "La vergine è in posizione favorevole", apre sopra di loro un planetario e indica a Mac la costellazione della vergine, che "...splende alta in questa stagione, nel cielo di Scozia". Happer è un appassionato di astronomia, vuole che Mac gli riferisca immediatamente di qualunque fenomeno celeste insolito, chiamandolo al suo numero privato anche di notte, se necessario.
In Scozia, Mac trova ad attenderlo Danny Olsen, della Knox di Aberdeen, che lo porta a vedere il modello in scala ridotta del terminal petrolifero, sviluppato di tecnici della Knox. Mac ha anche occasione di incontrare Marina, giovane laureata in oceanografia.
Dopo un lungo viaggio in macchina, Mac e Danny arrivano a Fernes, il piccolo borgo di cui devono trattare l'acquisto insieme alla bellissima spiaggia e alle proprietà circostanti. Alloggiano nell'unico albergo del paese, gestito da Gordon Urquhart e dalla moglie Stella. Gordon è anche un chartered accountant, un dottore commercialista ("Facciamo tutti più di un lavoro, qui. Io guido anche il taxi") che cura gli interessi della gente di Fernes; è quindi con lui che Mac dovrà trattare direttamente.
Mac e Danny, lentamente, iniziano a prendere i ritmi del posto, completamente diversi da quelli a cui sono abituati. Qui tutti sembrano tranquilli, rilassati, con le loro occupazioni quotidiane, le serate al pub, ma in realtà stanno pensando che finalmente la fortuna è arrivata: diventeranno tutti ricchi, finalmente. Danny incontra Marina, che, ignara di tutto, pensa che siano stati tutti mandati da Houston per verificare il suo progetto di un laboratorio marino. Mac invece si spoglia poco per volta della sua routine: cerca conchiglie, parla con gli abitanti del paese, passeggia sulla spiaggia e passa da giacca e cravatta a più comodi maglioni.
Richiamato via radio dall'annuncio di una festa, arriva a Fernes anche Victor, marinaio della flotta russa di pesca con base a Murmansk, vecchio amico di Gordon e di tutti gli altri. Durante la festa succedono parecchie cose: Mac e Gordon raggiungono l'accordo di vendita, Danny viene corteggiato da una ragazza punk del posto, Mac prima balla con Stella e poi vede per la prima volta un'aurora boreale, cosa della quale informa immediatamente Happer, telefonando dalla cabina rossa davanti all'albergo.
Sembra tutto a posto, ma arriva l'imprevisto. Sulla spiaggia, in una strana costruzione senza porta vive un tipo solitario, Ben, che Mac ha già incontrato qualche giorno prima. È lui il proprietario della spiaggia. Gordon non lo sapeva e tutti i tentativi di convincere Ben a vendere non vanno a buon fine. Dopo una cena in cui viene fatto un ultimo tentativo per convincerlo a vendere, mentre torna alla sua capanna accompagnato da Gordon e da Mac, Ben racconta loro la storia della spiaggia, concludendo con questa frase: "Ma la spiaggia è ancora qui. Se la comprate voi, invece, la spiaggia sparisce".
Proprio mentre tutta la gente di Fernes, riunitasi in chiesa, decide di andare da Ben per costringerlo in qualche modo a vendere, arriva in elicottero Happer, richiamato dal desiderio di vedere con i suoi occhi il cielo di Scozia. Informato delle difficoltà, decide di occuparsene personalmente, anche perché gli viene detto che Ben stesso si interessa di astronomia e possiede un telescopio.
Al momento della presentazione con Happer, per la prima volta Ben dice il suo cognome: Knox, lo stesso del fondatore della compagnia petrolifera che vuole acquistare la spiaggia.
Happer, dopo il colloquio con Ben, decide che quello non è il posto dove costruire la raffineria: lui ci vedrebbe piuttosto un osservatorio. Danny prende la palla al balzo e gli parla del progetto di Marina, che incontra subito i favori del petroliere.
Mac, al quale Happer dice che "...stava per combinarmi un bel guaio, se non arrivavo in tempo...", deve così rientrare a Houston. Arrivato a casa, dopo aver svuotato le tasche dalle conchiglie e attaccato le foto con Gordon e Stella, esce sul balcone affacciato su Houston.
Stacco immediato dell'inquadratura sulla cabina telefonica davanti all'albergo di Fernes, il cui telefono inizia a squillare.

## Colonna sonora
La colonna sonora è composta da Mark Knopfler; il brano Going Home: Theme of the Local Hero è entrato stabilmente nel repertorio dei Dire Straits e dello stesso Knopfler.

## Distribuzione
Fu presentato alla Quinzaine des Réalisateurs del 36º Festival di Cannes.

## Riconoscimenti
- 1984 - British Academy Film Awards
  - Miglior regista a Bill Forsyth
  - Candidatura al miglior film
  - Candidatura al miglior attore non protagonista a Burt Lancaster
  - Candidatura alla miglior sceneggiatura originale a Bill Forsyth
  - Candidatura alla miglior fotografia a Chris Menges
  - Candidatura alla miglior colonna sonora a Mark Knopfler
  - Candidatura al miglior montaggio a Michael Bradsell

Nel 1999 il British Film Institute l'ha inserito al 37º posto della lista dei migliori cento film britannici del XX secolo.